# Made Series
MADE SERIES – piąty japoński album studyjny południowokoreańskiej grupy Big Bang, wydany 3 lutego 2016 roku przez wytwórnię YGEX, partnerstwo między koreańską agencją YG Entertainment z japońską wytwórnią Avex Trax.
Album ukazał się w sześciu edycjach: limitowanej CD+3DVD DELUXE, limitowanej CD+3Blu-ray DELUXE, CD+DVD+Smapura Music & Movie, CD+Blu-ray+Smapura Music & Movie, CD+Smapura Music & Movie, a także PLAYBUTTON. Osiągnął 1 pozycję w rankingu Oricon i pozostawał na liście przez 34 tygodnie. Sprzedał się w nakładzie 199 661 egzemplarzy i zdobył status złotej płyty.

## Lista utworów
| CD  |                                      |                              |                                    |                 |      |
| Nr  | Tytuł                                | Słowa                        | Kompozycja                         | Aranżacja       | Czas |
| 1.  | „Loser” (wer. jap.)                  | Sunny Boy                    | Teddy, Taeyang                     | Teddy           | 3:39 |
| 2.  | „Bang Bang Bang” (wer. jap.)         | Verbal                       | Teddy, G-Dragon                    | Teddy           | 3:40 |
| 3.  | „If You” (wer. jap.)                 | Shōko Fujibayashi            | G-Dragon, P.K, Dee.P               | P.K, Dee.P      | 4:24 |
| 4.  | „Loser” (wer. kor.)                  | Teddy, G-Dragon, T.O.P       | Teddy, Taeyang                     | Teddy           | 3:39 |
| 5.  | „Bae Bae” (wer. kor.)                | Teddy, G-Dragon, T.O.P       | Teddy, G-Dragon, T.O.P             | Teddy           | 2:49 |
| 6.  | „Bang Bang Bang” (wer. kor.)         | Teddy, G-Dragon, T.O.P       | Teddy, G-Dragon                    | Teddy           | 3:40 |
| 7.  | „We Like 2 Party” (wer. kor.)        | Teddy, Kush, G-Dragon, T.O.P | Teddy, Kush, Seo Won-jin, G-Dragon | Teddy, Kush     | 3:16 |
| 8.  | „If You” (wer. kor.)                 | G-Dragon                     | G-Dragon, P.K, Dee.P               | P.K, Dee.P      | 4:24 |
| 9.  | „Sober” (wer. kor.)                  | Teddy, G-Dragon, T.O.P       | Teddy, Choice37, G-Dragon          | Teddy, Choice37 | 3:57 |
| 10. | „Let's Not Fall in Love” (wer. kor.) | Teddy, G-Dragon              | Teddy, G-Dragon                    | Teddy           | 3:32 |
| 11. | „Zutter” (GD & T.O.P) (wer. kor.)    | Teddy, G-Dragon, T.O.P       | Teddy, G-Dragon, T.O.P             | Teddy           | 3:14 |

## Notowania
| Lista                            | Najwyższa pozycja |
| -------------------------------- | ----------------- |
| Oricon Weekly Album Chart        | 1                 |
| Oricon Monthly Album Chart       | 3                 |
| Billboard Japan Hot Albums       | 1                 |
| Billboard Japan Top Albums Sales | 1                 |